# WTA Tour Championships 2012
El WTA Tour Championships 2012 (también conocido por razones de patrocinio como 2012 TEB-BNP Paribas WTA Championships) fue la segunda edición del Masters Femenino de Tenis que se disputó en Estambul, Turquía desde el 23 al 27 de octubre de 2012. Fue la edición 42.ª para el evento en individuales y la edición 37.ª para el evento de dobles. Como todos los años, este evento fue el punto culminate del circuito WTA Tour 2012. Participaron las 8 mejores jugadoras de la temporada en el cuadro de sencillos y las 4 mejores parejas en el cuadro de dobles.

## Torneo
El WTA Championships 2012 tuvo lugar en el Sinan Erdem Dome del 22 al 28 de octubre de 2012. Dentro del cuadro de individuales, las jugadoras se dividieron en dos grupos que se enfrentaron entre sí en formato round robin o todas contra todas (cada jugadora jugó tres partidos). Las dos mejores jugadoras de cada grupo pasaron a las semifinales donde se eliminaron de forma directa la ganadoras con las finalistas del grupo opuesto. La competición de dobles fue por eliminación directa entre las cuatro parejas participantes.

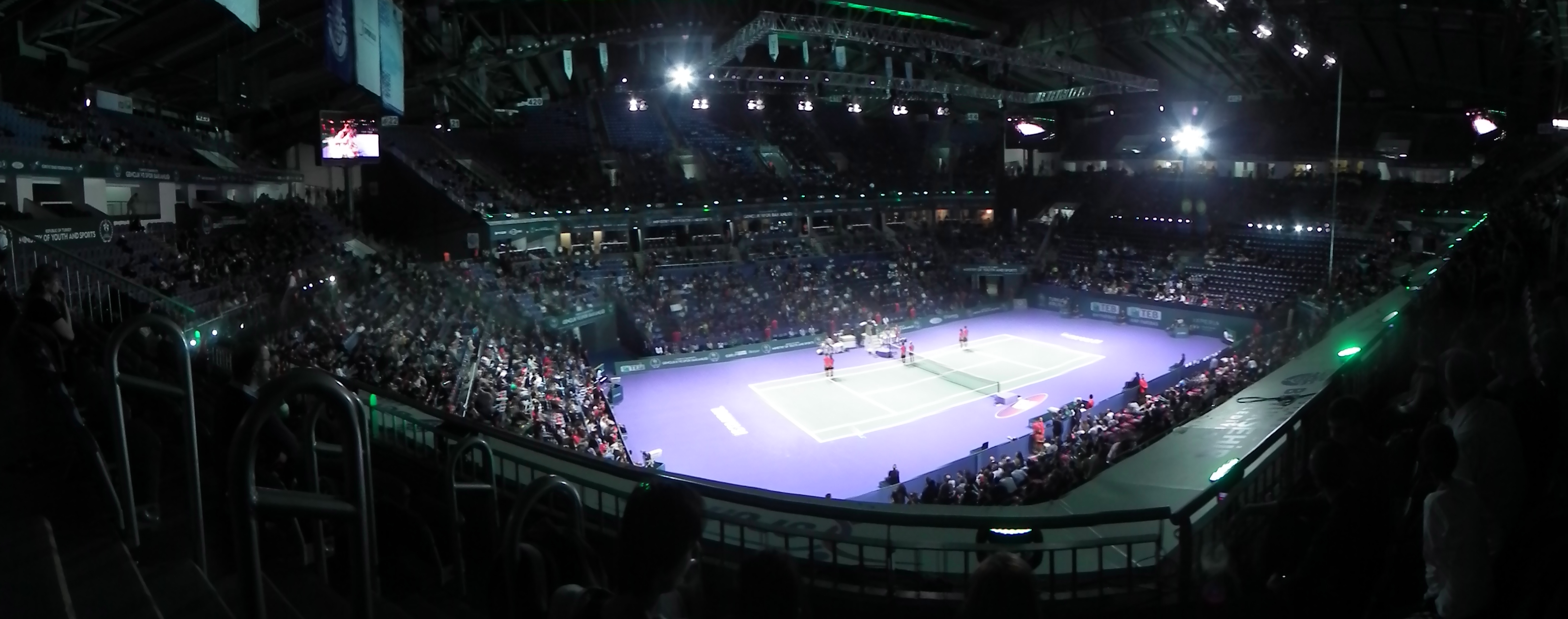
El Sinan Erdem Dome recibió al WTA Championships por primera vez en 2012.

## Premios & Puntos
El premio en efectivo del torneo fue de 4,9 millones de dólares estadounidenses, mientras que puntuación para el ranking se la distribuyó de la siguiente manera, como indica la siguiente tabla:
| Campeona                  | RR4 + $1,295,000 | $375,000 | RR4 + 810 |
| Finalista                 | RR4 + $435,000   | $187,500 | RR4 + 360 |
| Semifinalistas            | RR4 + $35,000    | $93,7502 | RR4       |
| Round Robin (3 victorias) | $455,000         | –        | 690       |
| Round Robin (2 victorias) | $340,000         | –        | 530       |
| Round Robin (1 victoria)  | $225,000         | –        | 370       |
| Round Robin (0 victorias) | $110,000         | –        | 210       |
| Suplentes                 | $50,000          | –        |           |

- 1 Premio para dobles fue por pareja.
- 2 Premio es para los dobles semifinalistas.
- 3 por cada partido jugado en el round robin la jugadora obtuvo 70 puntos y por cada victoria 160 puntos adicionales.
- 4 RR significa dinero o puntos ganados en el Round Robin.

## Jugadoras Clasificadas

### Individuales
| Ranking actual | Jugadora            | Puntos para clasificar | Puntos | Tours | Fecha de clasificación |
| -------------- | ------------------- | ---------------------- | ------ | ----- | ---------------------- |
| 1              | Victoria Azarenka   | 10,995                 | 10,190 | 17    | 6 de septiembre        |
| 2              | María Sharápova     | 9,135                  | 9,115  | 16    | 6 de septiembre        |
| 3              | Serena Williams     | 7,900                  | 7,900  | 14    | 10 de septiembre       |
| 4              | Agnieszka Radwańska | 7,265                  | 7,095  | 21    | 24 de septiembre       |
| 5              | Angelique Kerber    | 5,470                  | 5,470  | 20    | 4 de octubre           |
| 6              | Petra Kvitova       | 6,515                  | 5,215  | 19    | 4 de octubre           |
| 7              | Sara Errani         | 4,855                  | 4,855  | 22    | 4 de octubre           |
| 8              | Li Na               | 5,095                  | 4,726  | 17    | 5 de octubre           |
| 9              | Samantha Stosur     | 4,610                  | 4,120  | 22    | -                      |
| 10             | Marion Bartoli      | 7,175                  | 3,740  | 25    | -                      |

| Jugadoras clasificadas |
| Jugadoras suplentes    |

### Dobles
| Carrera Dobles (22 de octubre de 2012) | Carrera Dobles (22 de octubre de 2012) | Carrera Dobles (22 de octubre de 2012) | Carrera Dobles (22 de octubre de 2012) | Carrera Dobles (22 de octubre de 2012) | Carrera Dobles (22 de octubre de 2012) |
| Ranking actual                         | Jugadora                               | Puntos                                 | Tours                                  | Fecha de clasificación                 |                                        |
| -------------------------------------- | -------------------------------------- | -------------------------------------- | -------------------------------------- | -------------------------------------- | -------------------------------------- |
| 1                                      | Sara Errani Roberta Vinci              | 10,097                                 | 15                                     | 6 de septiembre                        |                                        |
| 2                                      | Andrea Hlavackova Lucie Hradecka       | 7,380                                  | 14                                     | 10 de septiembre                       |                                        |
| 3                                      | Liezel Huber Lisa Raymond              | 7,036                                  | 19                                     | 10 de septiembre                       |                                        |
| 4                                      | Maria Kirilenko Nadia Petrova          | 5,325                                  | 12                                     | 20 de octubre                          |                                        |

| Jugadoras clasificadas |
| Jugadoras suplentes    |

## Finales

### Individuales
| Fecha      | Partido         | Partido | Partido         | Resultado |
| ---------- | --------------- | ------- | --------------- | --------- |
| 28.10.2012 | Serena Williams | 2-0     | María Sharápova | 6-4, 6-3  |

### Dobles
| Fecha      | Partido                       | Partido | Partido                          | Resultado |
| ---------- | ----------------------------- | ------- | -------------------------------- | --------- |
| 28.10.2012 | Maria Kirilenko Nadia Petrova | 2-0     | Andrea Hlavackova Lucie Hradecka | 6-1, 6-4  |